# ジェフ・ベタンコート
ジェフ・ベタンコート（Jeff Betancourt、1970年 - ）は、アメリカ合衆国の映画監督・映画編集者。

## 作品

### 編集作品
- ナイン・デイズ Nine Days (2020)
- ブラック・クリスマス Black Christmas (2019)
- 死霊船 メアリー号の呪い
- ゲット・ア・ジョブ 〜僕たちの就職戦線 Get a Job (2016)
- KRISTY クリスティ
- アパリション -悪霊-
- アメリカン・パイパイパイ!完結編 俺たちの同騒会
- パラサイト・バイティング 食人草
- アンボーン
- ブギーマン2 憑依(監督も兼任)
- 呪怨 パンデミック
- ストレンジャー・コール